# Хуан Руис
Хуан Руис (на испански: Juan Ruiz, 1283 – 1350) е испански поет, музикант и архиерей на Хита. Руис излежава 13 години в затвора, през което време преработва своя шедьовър, El Libro de buen amor (ок. 1330 г., пр. The Book of Good Love, 1933). Това е сборник с басни в стихове, автобиографични приключения в пикаресков стил и адаптации на средновековни, класически и арабски истории и апологези – всички те формират ярка и единна сатирична панорама на средновековното общество. Смятан е за испанския Чосър.